# Lars-Erik Keijser
Lars-Erik Keijser (13 gennaio 1927 – ...) è stato un cestista svedese.

## Carriera
Con la Svezia ha disputato i Campionati europei del 1953.